# Lepidosira anomala
Lepidosira anomala är en urinsektsart som beskrevs av John Tenison Salmon 1944. Lepidosira anomala ingår i släktet Lepidosira och familjen brokhoppstjärtar. Inga underarter finns listade i Catalogue of Life.